# موك يان يونغ

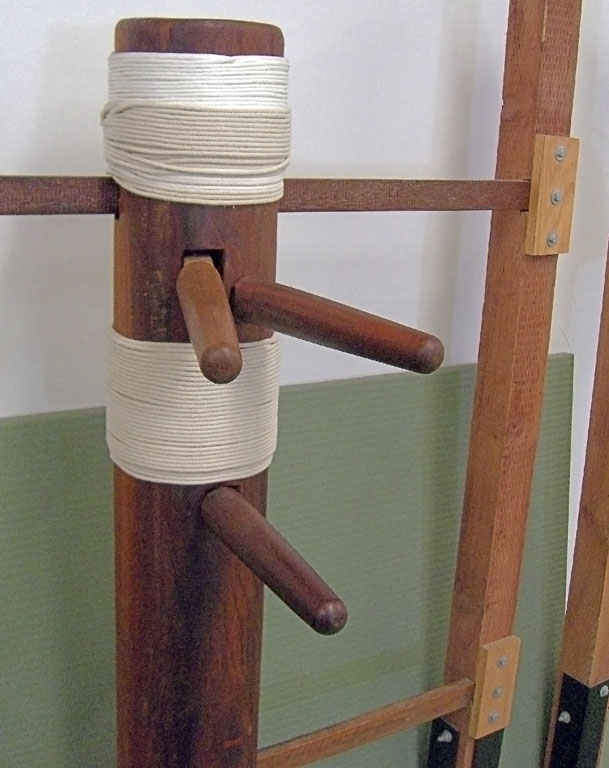
الدمية الخشبية في أسلوب الوينغ تشون

موك يان يونغ (بالإنجليزية: Mu ren zhuang)‏، هي دمية خشبية تستخدم في الصين لتدريب الفنون القتالية. ويرتبط ذلك مع فنون الدفاع عن النفس مثل الوينج تشون وأساليب الكونغ فو أخرى من جنوب الصين. تتم صناعة الدمية التقليدية من الخشب والآن أيضا تصنع الدمى من المواد الاصطناعية مثل الصلب والبلاستيك.

## الدمية الخشبية في الوينج تشون
الدمية الخشبية في فن الوينج تشون هي الشكل الأكثر شعبية من الدمية الخشبية التقليدية. تقول أسطورة شائعة أن الأمر جاء عندما تم دمج 108 دمية خشبية منفصلة من معبد الشاولين في دمية خشبية واحدة من قبل الراهبة نغ موي لجعل التدريب عليها أكثر كفاءة وفعالية. يستخدم في الدمية الخشبية في الوينج تشون تكوين الذراع والساق المصمم لزراعة مهارة القتال وطاقة التشي في وقت واحد. دمية هونغ كونغ الخشبية هي نسخة مثبتة على الحائط من دمية الوينج تشون الخشبية التي يتم تعليقها باستخدام شريحتين خشبيتين عبر جسم الدمية الخشبية. تم وضع الإصدارات الأقدم من دمية الوينج تشون الخشبية في الأرض. ثم قام ييب مان بعمل تصميم حديث في هونغ كونغ لتناسب احتياجات المعيشة في شقة. تحتوي نسخة الوينج تشون من موك يان يونغ على ثلاثة أذرع وساق واحدة، والتي تمثل جسم الخصم في مواقف مختلفة وخطوط القوة التي يمكن للجسم أن يعطيها. تتمتع الشرائح الخشبية التي يتم تركيبها على موك يان جونغ بنابض يشبه رد الفعل اللاإرادي للخصم البشري ويسمح للمستخدم بممارسة امتصاص الطاقة في موقفه. بسبب هذا الربيع، يعتبر هذا النوع من الدمية دمية «حية». لذلك، يُطلق على النسخة القديمة من الدمية دون تركيبها عادة دمية «ميتة». 

## الدمية الخشبية في الجيت كون دو
قام بروس لي وهو طالب عند ييب مان، أيضًا بصنع وتعديل دمية خشبية من الوينج تشون لفلسفته في فنون الدفاع عن النفس من الجيت كون دو، والتي كان لها رقبة معدلة وساق معدنية. والعديد من مبادئ الوينج تشون أساسية بالنسبة للجيت كون دو. 

## فوائد التدريب على الدمية الخشبية
التدريب على الدمية الخشبية له عدة فوائد منها: اكتساب الدفاع التلقائي وتقوية العظام والعضلات.

## وصلات خارجية
- Traditional Wing Chun Dummy Supplier
- Traditional wooden dummies from Koo Sang measures Ip Man dummy maker and student
- Wing Chun wooden dummy: history, affordability, training uses
- How to Make A Wooden Dummy
- Traditional Choy Li Fut (Cai Li Fo) Kung Fu Forms and Scripts
- Wing Chun Teahouse - 2006 issue
- Kung Fu Magazine's plans for making a dummy